# Theorema egregium
A theorema egregium (magyarul: „nevezetes tétel”) a differenciálgeometria fontos tétele, amely kimondja, hogy egy felület Gauss-görbülete csak a felület  első alapmennyiségeitől függ. Más szavakkal: a felület Gauss-görbületét meghatározza a felület metrikája (azaz, hogy a felületen hogyan mérünk szöget illetve távolságot), és ez független a felület térbeli alakjától (amit a második alapmennyiségek írnak le). Ez messze nem nyilvánvaló, hiszen a felület főnormálgörbületei függenek a második alapmennyiségektől. Mivel az első alapmennyiségek izometriával szemben invariánsak, ezért a tétel értelmében a Gauss-görbület is.

## Bizonyítás
A theorema egregiumot először Carl Friedrich Gauss bizonyította. Az alább közölt bizonyítás Szőkefalvi-Nagy Gyula könyvében található.
Legyen a felület paraméterezése {\displaystyle \mathbf {r} (u,v)}. Ekkor a szokásos jelölésekkel a felület Gauss-görbülete:
.
Ezek szerint elég lenne belátnunk, hogy az {\displaystyle ln-m^{2}} mennyiség kifejezhető az {\displaystyle E,F,G} függvényekkel és azok parciális deriváltjaival.
A Gauss-féle egyenletek szerint:
{\displaystyle ~}
{\displaystyle ~}
 ahol a {\displaystyle \Gamma _{jk}^{i}} együtthatók a Christoffel-szimbólumok, {\displaystyle \mathbf {N} } pedig a felület normálvektora.
Ebből 
ahol {\displaystyle {\mathcal {R}}_{1}} csak az első alapmennyiségektől és azok parciális  deriváltjaitól függ, hiszen a Christoffel-szimbólumok is csak ezektől függenek. Most fejezzük ki az {\displaystyle \mathbf {r} ''_{uu}\mathbf {r} ''_{vv}-(\mathbf {r} ''_{uv})^{2}} mennyiséget {\displaystyle E,F,G} parciális deriváltjaival. Az első alapmennyiségeket definiáló egyenleteket deriválva kapjuk:
{\displaystyle ~}
{\displaystyle ~}
Ebből
Ezt összevetve az előbbi eredményünkkel, kapjuk, hogy
Mivel {\displaystyle {\mathcal {R}}_{1}} és {\displaystyle {\mathcal {R}}_{2}} csak az első alapmennyiségektől és azok parciális deriváltjaitól függ, ezért {\displaystyle ln-m^{2}} is. Ezt akartuk belátni.

## Egyszerű alkalmazások
Egy R sugarú gömbfelület és egy sík Gauss-görbülete is állandó, {\displaystyle R^{-2}} illetve {\displaystyle 0}. Így a tétel szerint a két felület nem képezhető izometrikusan (torzításmentesen) egymásra. Ennek nyilvánvaló a térképészeti jelentősége: nem lehet torzításmentes térképet készíteni.

## Fordítás
- Ez a szócikk részben vagy egészben  a   Theorema Egregium című angol Wikipédia-szócikk fordításán alapul.  Az eredeti cikk szerkesztőit annak laptörténete sorolja fel. Ez a jelzés csupán a megfogalmazás eredetét és a szerzői jogokat jelzi, nem szolgál a cikkben szereplő információk forrásmegjelöléseként.